# Rclone
Rclone là một chương trình dòng lệnh, mã nguồn mở, đa luồng để quản lí lưu trữ trên đám mây hoặc các lưu trữ có độ trễ cao khác. Nó đi kèm với các chức năng như rsync, truyền tệp, mã hóa, lưu cache, union mount, mount. Trang web chính thức của rclone hiện hỗ trợ đến 50 backends bao gồm cả Amazon S3 và Google Drive.
Rclone thường được biết với 2 câu lệnh thường dùng là rclone sync và rclone mount, cho phép người dùng tương tác trực tiếp với dữ liệu trên bộ nhớ đám mây như chính trên máy của họ bằng các công cụ có sẵn trên máy. Việc truyền dữ liệu thông qua rclone được tối ưu hóa để có thể truyền tốt hơn quá các kết nối với độ trễ cao.
Các bản phân phối Linux như: Ubuntu, Debian, Fedora, Gentoo, Arch và một số hệ thống quản lí gói như apt, pacman đều hỗ trợ cài đặt Rclone.